# Săcuieu
Săcuieu (in ungherese Székelyjó, in tedesco Zekeldorf) è un comune della Romania di 1 535 abitanti, ubicato nel distretto di Cluj, nella regione storica della Transilvania.
Il comune è formato dall'unione di 3 villaggi: Rogojel, Săcuieu, Vișagu.